# Sean Bridgers
Sean MacKenzie Bridgers (Chapel Hill, 15 marzo 1968) è un attore, sceneggiatore, regista e produttore cinematografico statunitense.
È noto soprattutto per aver interpretato il ruolo di Johnny Burns nella serie televisiva Deadwood di HBO e quello di Trey Willis nella serie Rectify di SundanceTV.

## Biografia
Bridgers è nato nel 1968 a Chapel Hill, nella Carolina del Nord, da Ben e Sue Ellen Bridgers. Ha frequentato la St. Andrew's-Sewanee School e la Western Carolina University.
Bridgers ha dichiarato che come sceneggiatore è influenzato dal suo autore preferito Mark Twain e dallo sceneggiatore del film Tender Mercies Horton Foote, e che ha sviluppato l'interesse nella recitazione proprio dopo aver visto Robert Duvall in Tender Mercies all'età di 14 anni.

### Carriera da attore
A partire dal 1991, Bridgers ha recitato in una grande varietà di ruoli, sia in film che in serie televisive. Tra le sue interpretazioni principali, quella di Johnny Burns nella serie televisiva Deadwood di HBO, durata dal 2004 al 2006, gli ha valso notorietà e apprezzamento da parte dei critici.
Tra le interpretazioni cinematografiche di Bridgers meglio accolte dalla critica vi sono quelle nei film horror The Woman di Lucky McKee e Jug Face di Chad Crawford Kinkle. Altri film in cui ha recitato sono Nell (1994), Tutta colpa dell'amore (2002) e Room (2015).
Un altro ruolo televisivo di Bridgers che ha ricevuto il consenso della critica è stato quello di Trey Willis nella serie  Rectify di SundanceTV, interpretato dal 2013 al 2016. Il critico Nick Hogan, recensendo l'episodio Sown with Salt della terza stagione, ha scritto «Sean Bridgers fa un lavoro magistrale nell'interpretare Trey... Ogni volta che parlava sentivo sempre un po' più male allo stomaco.»

### Carriera da sceneggiatore e regista
Nel 1997 Bridgers ha scritto la sceneggiatura del film Paradise Falls, diretto da Nick Searcy.
Insieme al collega Michael Hemschoot, Bridgers ha sviluppato la sceneggiatura del dark western Arkansas Traveler, ambientato negli Stati Uniti meridionali durante la guerra di secessione americana. Il film verrà prodotto dalla Travelin' Productions, società di produzione cinematografica fondata dagli stessi Bridgers e Hemschoot.
Bridgers e Hemschoot stanno inoltre sviluppando, attraverso la loro società Travelin' Productions e in collaborazione con lo studio di animazione Worker Studio, un documentario animato su John H. Ross, pilota decorato della seconda guerra mondiale.

### Vita privata
Bridgers ha un figlio, Jackson, che ha recitato in Justified e Deadwood, e una figlia, Kate, che ha recitato nel cortometraggio The Birthday Present da lui diretto.

## Filmografia

### Attore

#### Cinema
- Grano rosso sangue II - Sacrificio finale (Children of the Corn II: The Final Sacrifice), regia di David Price (1992)
- Road-Kill U.S.A., regia di Tony Elwood (1993)
- Student Body, regia di Doug Liman (1994)
- Nell, regia di Michael Apted (1994)
- Once Upon a Time... When We Were Colored, regia di Tim Reid (1995)
- Paradise Falls, regia di Nick Searcy (1997)
- Clover Bend, regia di Michael Vickerman (2002)
- Lullaby, regia di Dorne M. Pentes (2002)
- Tutta colpa dell'amore (Sweet Home Alabama), regia di Andy Tennant (2002)
- Jake's Closet, regia di Shelli Ryan (2007)
- Witless Protection, regia di Charles Robert Carner (2008)
- Cold Storage, regia di Tony Elwood (2009)
- The Woman, regia di Lucky McKee (2011)
- Jug Face, regia di Chad Crawford Kinkle (2013)
- The Best of Me - Il meglio di me (The Best of Me), regia di Michael Hoffman (2014)
- Dark Places - Nei luoghi oscuri (Dark Places), regia di Gilles Paquet-Brenner (2015)
- Room, regia di Lenny Abrahamson (2015)
- L'ultima parola - La vera storia di Dalton Trumbo (Trumbo), regia di Jay Roach (2015)
- Blue, regia di Charles Huddleston (2015)
- Legs, regia di Kevin Ford (2015)
- Midnight Special - Fuga nella notte (Midnight Special), regia di Jeff Nichols (2016)
- Una doppia verità (The Whole Truth), regia di Courtney Hunt (2016)
- Free State of Jones, regia di Gary Ross (2016)
- I magnifici 7 (The Magnificent Seven), regia di Antoine Fuqua (2016)
- And Then I Go, regia di Vincent Grashaw (2017)
- L'uomo che uccise Hitler e poi il Bigfoot (The Man Who Killed Hitler and Then the Bigfoot), regia di Robert D. Krzykowski (2018)

#### Televisione
- Giovani bruciati (Murder in New Hampshire: The Pamela Wojas Smart Story), regia di Joyce Chopra - film TV (1991)
- Scattered Dreams, regia di Neema Barnette - film TV (1993)
- Death in Small Doses, regia di Sondra Locke - film TV (1995)
- Her Deadly Rival, regia di James Hayman - film TV (1995)
- American Gothic - serie TV, 2 episodi (1995)
- Murderous Intent, regia di Gregory Goodell - film TV (1995)
- Stolen Memories: Secrets from the Rose Garden, regia di Bob Clark - film TV (1996)
- Falsa innocenza, regia di Noel Nosseck - film TV (1997)
- Close to Danger, regia di Neema Barnette - film TV (1997)
- Legacy - serie TV, 11 episodi (1998-1999)
- A.T.F., regia di Dean Parisot - film TV (1999)
- After Diff'rent Strokes: When the Laughter Stopped, regia di Ted Haimes - film TV (2000)
- Cover Me: Based on the True Life of an FBI Family - serie TV, 1 episodio (2000)
- 3: The Dale Earnhardt Story, regia di Russell Mulcahy - film TV (2004)
- Deadwood - serie TV, 36 episodi (2004-2006)
- Criminal Minds - serie TV, 1 episodio (2006)
- Cold Case - Delitti irrisolti (Cold Case) - serie TV, episodio 4x11 (2006)
- CSI - Scena del crimine (CSI: Crime Scene Investigation) - serie TV, 1 episodio (2007)
- 12 Miles of Bad Road - serie TV, 6 episodi (2008)
- House Rules, regia di Daniel Minahan - film TV (2009)
- Saving Grace - serie TV, 1 episodio (2009)
- Bones - serie TV, 1 episodio (2009)
- Private Practice - serie TV, 2 episodi (2008-2009)
- Lie to Me - serie TV, 1 episodio (2009)
- The Mentalist - serie TV, 1 episodio (2010)
- Justified - serie TV, 1 episodio (2010)
- True Blood - serie TV, 1 episodio (2010)
- Hart of Dixie - serie TV, 1 episodio (2011)
- Aiutami Hope! (Raising Hope) - serie TV, 2 episodi (2011-2012)
- Rectify - serie TV, 14 episodi (2013-2015)
- Midnight, Texas - serie TV, 2 episodi (2017)
- Get Shorty – serie TV, 10 episodi (2017)
- Deadwood - Il film (Deadwood: The Movie), regia di Daniel Minahan – film TV (2019)
- La ferrovia sotterranea (The Underground Railroad) - miniserie TV, 11 episodi (2021)
- The Thing About Pam – miniserie TV, 6 episodi (2022)
- Your Honor – serie TV, episodio 2x07 (2023)

### Sceneggiatore
- Paradise Falls, regia di Nick Searcy (1997)
- A Night at the Zoo, regia di Sean Bridgers (2008) - cortometraggio

### Regista
- A Night at the Zoo (2008) - cortometraggio
- The Birthday Present (2012) - cortometraggio

## Doppiatori italiani
Nelle versioni in italiano delle opere in cui ha recitato, Sean Bridgers è stato doppiato da:
- Edoardo Nordio in Deadwood, Deadwood - Il film
- Roberto Gammino in Criminal Minds, Tracker
- Roberto Stocchi in Cold Case - Delitti irrisolti
- Alessandro Quarta in CSI - Scena del crimine
- Oreste Baldini in Private Practice
- Francesco Meoni in Bones
- Andrea Ward in Lie To Me
- Paolo Vivio in The Mentalist
- Edoardo Stoppacciaro in Justified
- Gianluca Cortesi in L'ultima parola - La vera storia di Dalton Trumbo
- Giorgio Borghetti in Una doppia verità
- Stefano Thermes in Get Shorty
- Alessandro Maria D'Errico ne L'uomo che uccise Hitler e poi il Bigfoot
- Alberto Bognanni in Your Honor